# Ptericoptus columbianus
Ptericoptus columbianus là một loài bọ cánh cứng trong họ Cerambycidae.